# Pardosa metlakatla
Pardosa metlakatla är en spindelart som beskrevs av James Henry Emerton 1917. Pardosa metlakatla ingår i släktet Pardosa och familjen vargspindlar. Inga underarter finns listade i Catalogue of Life.